# AKV
AKV a.m.b.a. (AKV Langholt) er en dansk kartoffelmelsproducent med en kartoffelmelsfabrik ved Langholt. Fabrikken er ejet af ca. 180 andelshavene kartoffelavlere. Der er ca. 97 fuldtidsstillinger. Virksomheden blev etableret i 1933 og videresælger kartoffelmelet igennem Kartoffelmelcentralen og et salgskontor i Aarhus.